# Baños de Higuerilla
Los baños de Higuerilla son manantiales termales ubicados en la Región de O'Higgins.

## Historia
Francisco Solano Asta-Buruaga y Cienfuegos escribe sobre el lugar en su Diccionario Geográfico de la República de Chile de 1899:: 311 
Higuerilla (Baños de).-—Aguas minerales del departamento de Curepto, que se encuentran en una corta quebrada que cae al riachuelo de Tavunco, y distan poco hacia el NE. de la aldea de Gualleco.
Luis Risopatrón lo describe en su Diccionario Jeográfico de Chile de 1924:: 393 
Higuerilla (Baños de la) 35° 01'? 72° 00'?. Son medicinales, con vertientes de aguas azufradas i se encuentran en los cerros del mismo nombre, a unos 12 kilómetros hacia el NE de la aldea de Gualleco. 62, II, p. 25; 63, p. 346; i 155, p. 311; i lugarejo en 68, p. 104; i termas Baños de Higuerilla en 68, p. 36.